# Илия Вълчев
Илия Димитров Вълчев е български националреволюционер, участник в Руско-турската война (1877 – 1878), народен представител.

## Биография
Илия Вълчев е роден в Етрополе. Произхожда от богато и уважавано семейство, получава добро образование. Участва в организираната борба за национално освобождение. Той е сред основателите на Етрополския частен революционен комитет на Вътрешната революционна организация, създаден от Васил Левски през 1870 г. и секретар на комитета. След Арабаконашкия обир емигрира в Румъния и се установява в Браила.
Учител е в българското училище в Браила, преподава и частни уроци; неговата ученичка и бъдеща съпруга Стиляна Параскевова ушива знамето, което е прототип на Българското национално знаме, и го предава на Българското опълчение през април 1877 г.
По време на Руско-турската война (1877-1878) Илия Вълчев е преводач в щаба на Гвардейския руски корпус. Участва в битките при Горни Дъбник и Правец. Награден от руското командване със сребърен медал.
След Освобождението е адвокат в София. Занимава се активно с политическа дейност, член е на Либералната партия. След противопоставянето на Русия на Съединението (1885), подкрепата ѝ за Деветоавгустовския преврат, детронирал княз Александър I (1886), и опитите ѝ за промяна на Търновската конституция, през септември 1886 г. той говори на голям митинг в София. Въпреки че изразява признателност към Русия, той защитава българското достойнство, конституцията и законите на страната, заклеймява стремящи се към властта „чрез задните врата на руското агентство“.
Народен представител е в Четвъртото (1884 – 1886) и Десетото (1899 – 1900) обикновено народно събрание.